# Квартет национального диалога в Тунисе

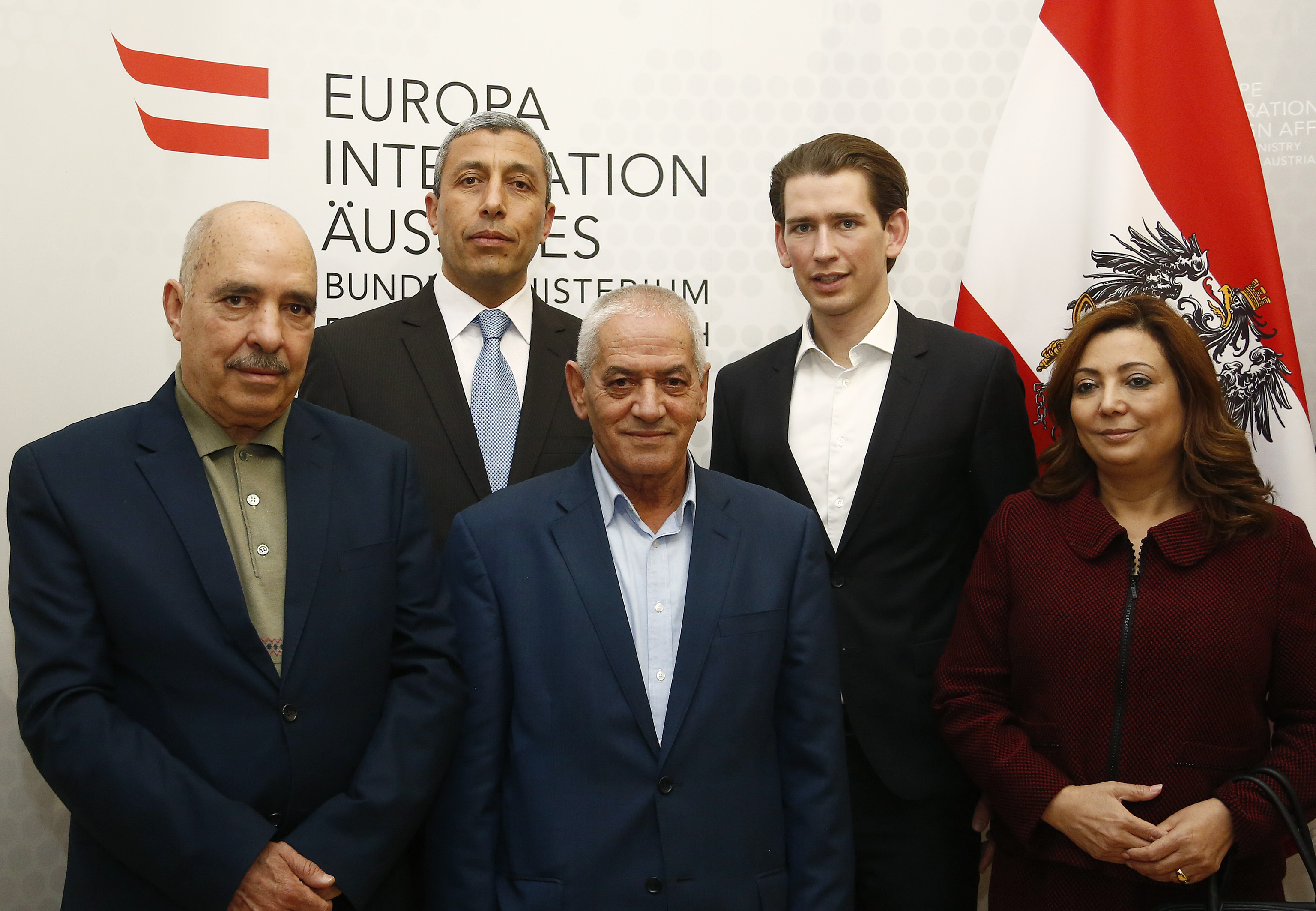
Визит Тунисского "Квартета национального диалога" в Вену. Март 2016 года.

Квартет национального диалога в Тунисе (араб. رباعية الحوار الوطنى التونسى‎, англ. Tunisian National Dialogue Quartet, фр. Quartet du dialogue national) — группа из четырёх организаций, ставших центральной силой для построения демократического государства в Тунисе после Жасминовой революции 2011 года. Основана в 2013 году.
В состав Квартета входили:
- Всеобщая тунисская конфедерация труда[англ.]
- Тунисская конфедерация промышленности, торговли и ремесленничества[англ.]
- Тунисская лига по защите прав человека[англ.]
- Тунисский орден адвокатов[англ.]

Забастовки и мобилизации профсоюзов, объединённых во Всеобщую тунисскую конфедерацию труда, сыграли важную роль в победе революции, тогда как Тунисская лига по защите прав человека считалась единственной признанной неправительственной организацией, опекающейся правозащитой в условиях авторитарного режима Бен Али. 
В 2015 году организации была присвоена Нобелевская премия мира. Норвежский Нобелевский комитет отметил «решительный вклад» организации в создание демократии в стране после «Жасминовой революции» в 2011 году, включая политический кризис 2013–2014 годов.